# 54. sydlige breddekreds
Den 54. sydlige breddekreds (eller 54 grader sydlig bredde) er en breddekreds, der ligger 54 grader syd for ækvator. Den løber gennem Atlanterhavet, det Indiske Ocean, Stillehavet og Sydamerika.